# Alometrie
Alometrie (ze starořeckého ἄλλος „jiný“, μέτρον „měření“) je studium vztahů různých kvantitativních veličin jako je celková velikost těla, velikost jeho jednotlivých částí, hmotnost, spotřeba potravy, rychlost dýchání a tepové frekvence, délka života, apod., buď v rámci růstu jedince (alometrie ontogenetická), nebo ve srovnání s příbuznými organismy různých velikostí (alometrie fylogenetická). Používá se v anatomii, fyziologii i ve studiu chování. Počátky jsou v pracích Otty Snella z roku 1892, D'Arcy Thompsona (On Growth and Form z roku 1917) a Julian Huxley (1932).

## Úvod
Alometrie se používá zejména v oblasti statistické analýzy tvarů, pro své teoretické poznatky, a v biologii, díky praktickému použití na rozdílnou rychlost růstu částí těla živých organismů. Používá se např. při studiu různých druhů hmyzu, kde malá změna celkové velikosti těla může vést k ohromnému a disproporčnímu nárůstu rozměrů přídatných orgánů, jako jsou nohy, tykadla nebo rohy. Vztah mezi dvěma změřenými veličinami se často vyjádřuje rovnicí mocninného zákona (alometrickou rovnicí), která vyjadřuje symetrii měřítka:

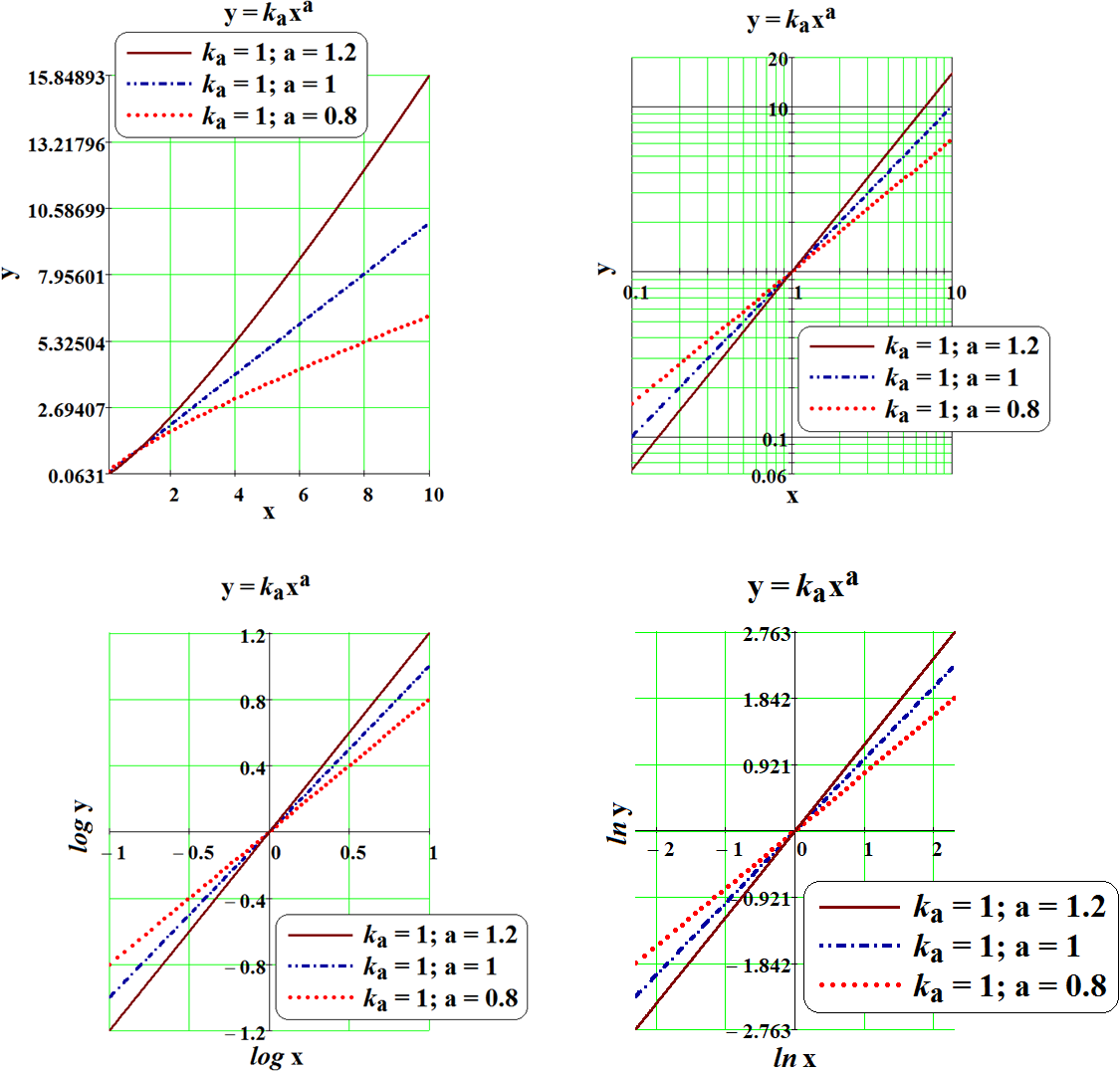
Alometrická rovnice: způsob vyjádření

{\displaystyle y=kx^{a},}
nebo v logaritmickém tvaru
{\displaystyle \log y=a\log x+\log k,}
případně,
{\displaystyle \ln y=a\ln x+\ln k,}
kde {\displaystyle a} je škálovací exponent tohoto zákona. Metody odhadu tohoto exponentu z dat mohou používat regrese typu 2, jako je regrese na hlavní ose nebo regrese na redukované hlavní ose, které zohledňují variabilitu obou proměnných, na rozdíl od regrese metodou nejmenších čtverců, která nezohledňuje chybovou variabilitu nezávislé proměnné (např. logaritmu tělesné hmotnosti). Mezi další metody patří modely s chybou měření a zvláštní druh analýzy hlavních komponent.
Alometrickou rovnici je možné získat také jako řešení diferenciální rovnice
{\displaystyle {\frac {dy}{y}}=a{\frac {dx}{x}}.}
Alometrie často studuje tvarové rozdíly z hlediska poměru rozměrů objektů. Dva objekty různé velikosti, ale podobného tvaru, mají stejný poměr rozměrů. Vezměme si například biologický objekt, který roste, když dospívá. Jeho velikost se s věkem mění, ale tvary jsou si podobné. Studie of ontogenetické alometrie často používají jako modelové organismy ještěrky nebo hady, a to jednak proto, že po narození nebo vylíhnutí postrádají rodičovskou péči, jednak proto, že vykazují velký rozsah tělesných rozměrů mezi juvenilním a dospělým stádiem. Ještěrky často vykazují alometrické změny během ontogeneze.
Kromě studií, které se zaměřují na růst, se v rámci alometrie zkoumají také tvarové změny mezi jednotlivci určitého věku (a pohlaví), což se označuje jako statická alometrie. ke zkoumání mezidruhové nebo evoluční alometrie se používá porovnání druhů.

## Izometrické škálování a geometrická podobnost
| Skupina             | Faktor  | Rozsah délek   |
| ------------------- | ------- | -------------- |
| Hmyz                | 1000    | 10−4 až 10−1 m |
| Rybovití obratlovci | 1000    | 10−2 až 10+1 m |
| Savci               | 1000    | 10−1 až 10+2 m |
| Cévnaté rostliny    | 10,000  | 10−2 až 10+2 m |
| Řasy                | 100,000 | 10−5 až 100 m  |

K izometrickému škálování dochází, když se proporční vztahy zachovávají při změnách velikosti během růstu nebo v průběhu evoluce. Příkladem mohou být žáby – kromě krátkého období několika týdnů po metamorfóze rostou žáby izometricky. Žába, jejíž nohy jsou stejně dlouhé jako její tělo, si tento poměr zachovává po celý život, i když se její velikost enormně zvětší.
Izometrické škálování se řídí zákonem čtverce a krychle. Organismus, který izometricky zdvojnásobí svou délku, bude mít čtyřnásobný povrch, zatímco jeho objem a hmotnost se zvýší osminásobně. To může organismům působit problémy. Ve výše uvedeném případě má živočišných osminásobek biologicky aktivní tkáně, ale povrch jeho dýchcích orgánů se zvětšl pouze čtyřnásobně, což vytváří nesoulad mezi měřítkem a fyzickými nároky. Podobně má organismus ve výše uvedeném příkladě osminásobnou hmotnost těla, kterou musí jeho nohy unést, ale síla jeho kostí a svalů je závislá na jejich průřezu, který se zvětšil pouze čtyřnásobně. Proto by tento hypotetický organismus zažival dvakrát větší zatížení kostí a svalů než jeho menší verze. Tomuto nesouladu se lze vyhnout buď tím, že se „přebuduje“, když je malý, nebo změnou proporcí během růstu, tedy alometrií.
Izometrické škálování se často používá jako nulová hypotéza při studiu škálování, přičemž odchylky od izometrie se považují za důkaz fyziologických faktorů, které působí alometrický růst.

## Alometrické škálování
Alometrické škálování je každá změna, která se odchyluje od izometrie. Klasickým příkladem, který popisuje Galileo Galilei ve svých Dialozích o dvou nových vědách je kostra savců. S rostoucí velikostí těla se struktura kostry stává mnohem pevnější a robustnější v poměru k velikosti těla. Alometrie se často vyjadřuje pomocí škálovacího exponentu založeného na tělesné hmotnosti nebo délce těla. U dokonale alometricky škálujícího organismu by se všechny vlastnosti vycházející z objemu měnily úměrně s tělesnou hmotností, všechny vlastnosti vycházející z povrchu by se měnily s hmotností umocněnou na 2/3, a všechny vlastnosti vycházející z délky hmotností umocněnou na 1/3. Pokud by se například po statistických analýzách zjistilo, že vlastnost založená na objemu se škáluje podle hmotnosti umocněné na 0,9, pak by se to nazývalo záporná alometrie, protože hodnoty jsou menší, než se předpokládalo podle izometrie. A naopak, pokud by se vlastnost závisející na povrchu škálovala podle hmotnosti umocněné na 0,8, jsou hodnoty jsou vyšší než předpokládá izometrie, a organismus vykazují pozitivní alometrii. Jeden z příkladů pozitivní alometrie se vyskytuje u druhů ještěrkovitých (čeleď Varanovití), u nichž jsou končetiny relativně delší u druhů s větším tělem. Totéž platí i pro některé ryby, např. pro štiku muskalungu, jejíž hmotnost roste přibližně s délkou umocněnou na 3,325. Štika dlouhá 76 cm bude vážit 3,6 kg, zatímco štika dlouhá 100 cm asi 8,2 kg, takže o třetinu větší délka více než zdvojnásobí hmotnost.

## Příklady
Příklady alometrických zákonů:
- Kleiberův zákon, rychlost metabolismu {\displaystyle q_{0}} je úměrná tělesné hmotnosti {\displaystyle m} umocněné na {\displaystyle 3/4}:

{\displaystyle q_{0}\sim m^{\frac {3}{4}}}
- frekvence dýchání a srdeční frekvence {\displaystyle t} jsou nepřímo úměrné čtvrté odmocnině tělesné hmotnosti {\displaystyle m}:

{\displaystyle t\sim {\frac {1}{\sqrt[{4}]{m}}}}
- kontaktní plocha pro přenos hmoty {\displaystyle S} a tělesná hmotnost {\displaystyle m}:

{\displaystyle S\sim m^{\frac {7}{8}}}
- úměrnost mezi optimální cestovní rychlostí {\displaystyle v_{opt}} létajících živočichů nebo letadel a šestou odmocninou jejich hmotnosti {\displaystyle m}:

{\displaystyle v_{\text{opt}}\sim {\sqrt[{6}]{m}}}
- při výpočtu indexu tělesné hmotnosti (BMI) lidí se hmotnost dělí druhou mocninou tělesné výšky:

{\displaystyle {\mbox{BMI}}={\frac {\mbox{hmotnost [kg]}}{{\mbox{(výška [m]) }}^{2}}}}

## Determinanty velikosti různých druhů
Tělesnou hmotnost a velikost určitého druhu ovlivňuje mnoho faktorů. Tyto faktory často ovlivňují velikost těla na evoluční škála, ale podmínky jako je např. dostupnost potravin a habitat se mohou na druhy uplatnit mnohem rychleji. Patří sem např. následující příklady:
Fyziologie
Základní fyziologie ovlivňuje velikost daného druhu. Například živočichové s uzavřeným oběhovým systémem jsou větší než živočichové s otevřeným oběhovým systémem nebo bez oběhového systému.
Stavba těla
Stavba těla může také určovat maximální možnou velikost příslušníků druhu. Živočichové s válcovým endoskeletem jsou obvykle větší než živočichové s exoskeletem nebo s hydrostatickým skeletem.
Habitat
Prostředí, ve kterém se živočich během své evoluce pohybuje, je jedním z hlavních faktorů určujících jeho velikost. Na souši existuje pozitivní korelace mezi tělesnou hmotností vrcholových druhů v dané oblasti a dostupnou plochou. ale v každé oblasti se vyskytuje mnohem větší počet „malých“ druhů. To je pravděpodobně dáno ekologickými podmínkami, evolučními faktory, a dostupností potravy; malá populace velkých predátorů je závislá na mnohem větší populaci malé kořisti, aby přežila. Ve vodním prostředí mohou největší živočichové dorůst mnohem větší tělesné hmotnosti než suchozemští živočichové, u nichž je faktorem omezení tíhy těla.